# Chāleshom
Chāleshom (persiska: چالشم) är en ort i Iran.   Den ligger i provinsen Gilan, i den nordvästra delen av landet, 210 km nordväst om huvudstaden Teheran. Chāleshom ligger 75 meter över havet och antalet invånare är 437.
Terrängen runt Chāleshom är kuperad åt sydost, men åt nordväst är den platt. Runt Chāleshom är det ganska tätbefolkat, med 155 invånare per kvadratkilometer. Närmaste större samhälle är Sīāhkal, 8,5 km nordost om Chāleshom. I omgivningarna runt Chāleshom växer i huvudsak blandskog.